# Euplectrus longiscapus
Euplectrus longiscapus är en stekelart som beskrevs av Khan, Agnohitri och Sushil 2005. Euplectrus longiscapus ingår i släktet Euplectrus och familjen finglanssteklar. Inga underarter finns listade i Catalogue of Life.